# Ciudad Encantada
 (avril 2009).
Si vous disposez d'ouvrages ou d'articles de référence ou si vous connaissez des sites web de qualité traitant du thème abordé ici, merci de compléter l'article en donnant les références utiles à sa vérifiabilité et en les liant à la section « Notes et références ».
La Ciudad Encantada ou Ville Enchantée est un site naturel de formations rocheuses s'étendant sur 250 hectares et situé dans la province de Cuenca, en Castille-La Manche (Espagne).

## Description
Au nord-est du plateau de la Nouvelle-Castille s'étend le massif de la Serrania de Cuenca. Au cœur de cet ensemble, dans la haute vallée du Jucar, vers 1400 mètres d'altitude, de hauts plateaux calcaires offrent un étrange paysage rocheux, véritable labyrinthe de formes en creux et en relief, connu sous le nom de Ciudad Encantada (« Ville Enchantée » en français).
La toponymie locale évoque la fantasmagorie de la topographie ruiniforme de cette « ville de roches ».  Cette région de Cuenca est un exemple remarquable de relief calcaire de type karstique. Un parcours fléché de trois kilomètres permet de visiter le site. Des noms ont été donnés aux formations rocheuses les plus remarquables : le Pont romain, le Couvent, les Champignons, le Théâtre, les Amants de Teruel, les Ours, la Tortue, l'éléphant luttant avec le crocodile, la Mer de pierre, etc. Des scènes des films Le Colosse de Rhodes (1961), où il est appelé "Le désert de pierre ", El mercenario (1968), La Vallée de Gwangi (1969) et Conan le Barbare (1982) y ont été tournées.
Les eaux de surface, chargées de dioxyde de carbone et d'acides organiques, se sont infiltrées par les nombreuses fractures et les diaclases de la masse calcaire, dont elles ont dissous le carbonate de calcium pour former, au terme de leur course, un réseau de circulation souterrain. En outre, ces plateaux de la haute vallée de Jucar sont formés de puissantes assises de dolomies, déposées par d'anciennes mers de l'époque secondaire, qui comprennent à la fois des carbonates de calcium, facilement solubles, et des carbonates de magnésium, très résistants. Dans ce matériel lithologiquement contrasté, l'érosion progresse à des vitesses très inégales et a laissé en relief des ensembles ruiniformes, aux configurations tourmentées, qui constituent cette formation.
Sur les pentes, le ruissellement a formé des étendues de lapiaz. La surface de la roche est creusée de chenaux profonds de quelques centimètres à quelques mètres séparés par des crêtes aiguës ou plate. Les tracés, le plus souvent capricieux, révèlent parfois une curieuse organisation géométrique. De nombreuses dolines creusent la surface du sol. Ces dépressions fermées, aux bords en pente raide, atteignent plusieurs dizaines de mètres de diamètre. Parfois, des avens trouent la surface des plateaux calcaires d'abîmes profonds.